# Neostroblia ruficollis
Neostroblia ruficollis là một loài tò vò trong họ Ichneumonidae.